# Gravity Recovery and Climate Experiment
Gravity Recovery And Climate Experiment (GRACE) – misja satelitarna NASA oraz Niemieckiej Agencji Kosmicznej, której celem są pomiary anomalii grawitacji ziemskiej. Eksperyment rozpoczął się w marcu 2002. Używając pomiarów odchyleń grawitacji od średniej GRACE daje informacje na temat rozkładu masy na Ziemi. Informacje te są wykorzystywane w badaniach geologicznych, fizyce atmosfery i oceanografii. GRACE wykorzystuje metody grawimetrii.

Animacja anomalii grawitacji nad lądami z pomiarów GRACE

Animacja anomalii grawitacji nad oceanami z pomiarów GRACE

## Zasady pomiarów
GRACE jest pierwszą misją satelitarną w historii monitorowania Ziemi z kosmosu, której podstawowy pomiar nie jest oparty na 
pasywnych lub aktywnych pomiarach przy pomocy fal elektromagnetycznych odbitych, wyemitowanych, przechodzących przez jej atmosferę lub odbitych od powierzchni Ziemi. GRACE wykorzystuje mikrofalowy system mierzenia odległości pomiędzy dwoma identycznymi satelitami umieszczonymi na orbicie okołobiegunowej ponad Ziemią w odległości około 220 km od siebie. Taki system dwóch satelitów jest w stanie wyznaczyć zmiany odległości między sobą od 10 mikrometrów (w przybliżeniu jedna dziesiąta grubości włosa ludzkiego).
Satelity okrążają Ziemię 15 razy na dobę i są w stanie ocenić małe zmiany w przyciąganiu grawitacyjnym. Kiedy pierwszy satelita znajduje się nad rejonem nieco silniejszej grawitacji (czyli anomalii grawitacyjnej), wtedy przemieszcza się nieco względem drugiego satelity. Powoduje to zmianę odległości pomiędzy nimi. Następnie pierwszy satelita przelatuje nad anomalią grawitacyjną i zwalnia, w tym czasie drugi satelita przyśpiesza i zwalnia nad tym samym punktem Ziemi. Używając pomiarów odległości pomiędzy satelitami oraz znając precyzyjną pozycję z GPS-u badacze są w stanie odtworzyć dokładną mapę anomalii grawitacji Ziemi.

## Pomiary oceanograficzne
Ponieważ GRACE mierzy anomalie grawitacyjne, które są związane z redystrybucją masy, to nad oceanami daje to informacje na temat ciśnienia na jego dnie (za pomocą równania hydrostatyki). W oceanie lokalna redystrybucja masy w kolumnie oceanicznej związana jest z dwoma efektami: zmianami poziomu morza oraz zmianami gęstości wody. 
Jednak tzw. składowa steryczna (ang. steric height) zmian powierzchni oceanu, czyli ściśnięcie lub rozszerzenie kolumny wody, prowadzi wprawdzie do zmiany poziomu powierzchni oceanu, ale nie powoduje zmiany anomalii grawitacyjnej i ciśnienia na dnie oceanu i nie jest obserwowane przez misję GRACE. Zmiany powierzchni oceanu są mierzone bezpośrednio przez systemy altymetrii satelitarnej.
Zarówno przepływy barotropowe jak i baroklinowe są obserwowane przez pomiary ciśnienia na dnie oceanu, ale GRACE jest bardziej czuły na przepływy barotropowe.

## Dane
W dużych skalach przestrzennych i czasowych dane z GRACE są bardzo dokładne. Dane są obecnie dostępne z rozdzielczością przestrzenną pomiędzy dwoma punktami około 500 km i średnią czasową jednego miesiąca.